# Mönchstraße 9 (Stralsund)
Das Gebäude Mönchstraße 9 in Stralsund ist ein denkmalgeschütztes Bauwerk in der Mönchstraße.

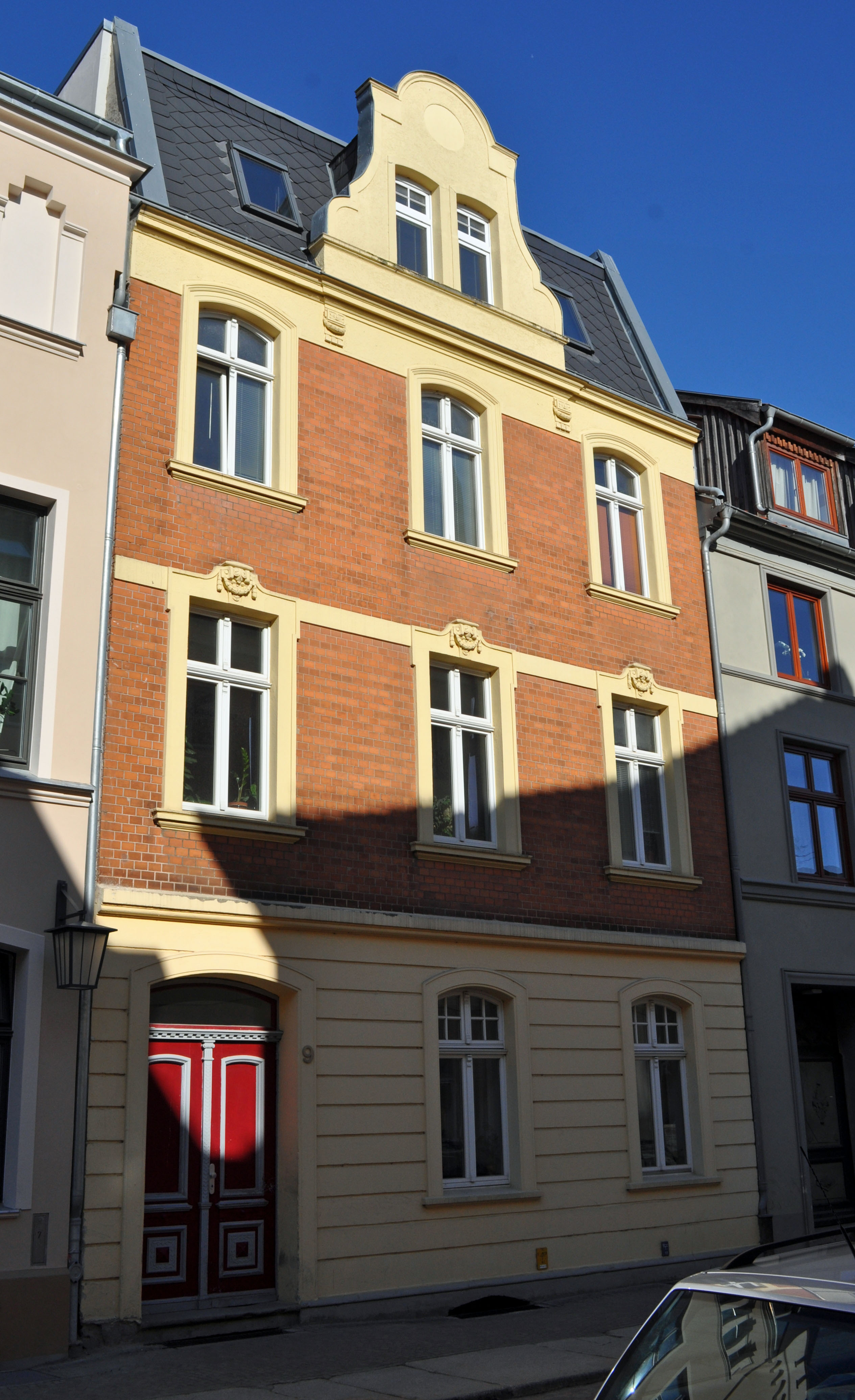
Haus Mönchstraße 9 in Stralsund (2012)

Das dreigeschossige traufständige Gebäude wurde Anfang des 20. Jahrhunderts errichtet. Das Erdgeschoss weist Putzrustika auf, die Obergeschosse eine Klinkerfassade. Ein Zwerchgiebel ist mittig aufgesetzt.
Das Haus im Kerngebiet des von der UNESCO als Weltkulturerbe anerkannten Stadtgebietes des Kulturgutes „Historische Altstädte Stralsund und Wismar“ ist in die Liste der Baudenkmale in Stralsund eingetragen.